# Gucheng (Lijiang)

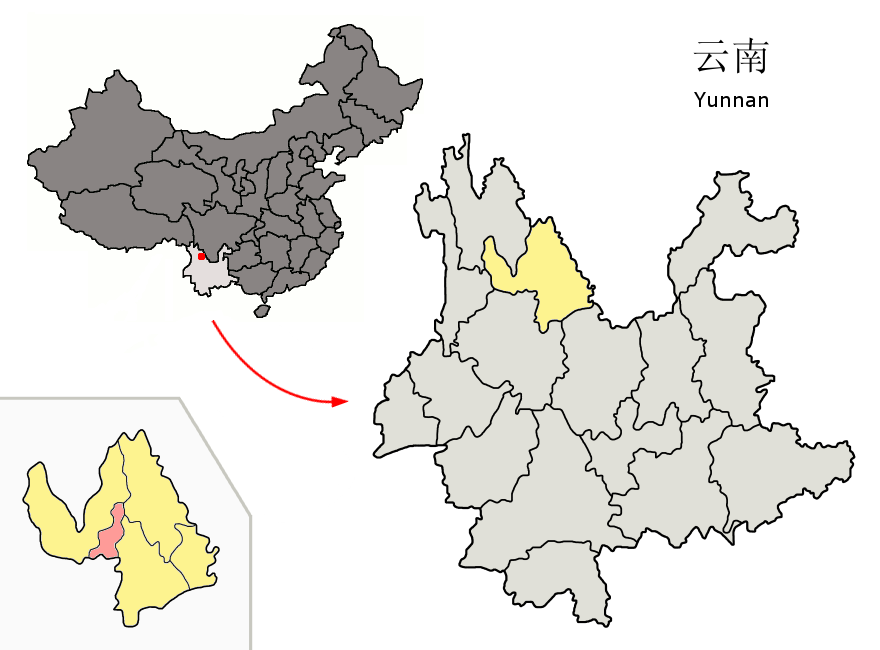
Lage des Stadtbezirks Gucheng (rosa) auf dem Gebiet der bezirksfreien Stadt Lijiang (gelb) in der chinesischen Provinz Yunnan

Der Stadtbezirk Gucheng (chin. 古城區 / 古城区 Pinyin Gǔchéng Qū, „Stadtbezirk Altstadt“) ist ein Stadtbezirk und Regierungssitz der bezirksfreien Stadt Lijiang im Nordwesten der chinesischen Provinz Yunnan. Er grenzt im Norden an Dêqên, im Süden an Dali. Er hat eine Fläche von 1.266 km² und 288.787 Einwohner (Stand: Zensus 2020). Ende 2012 zählte Gucheng 150.000 Einwohner.
Gucheng liegt am Oberlauf des Flusses Jinsha Jiang, wo das Relief vom Gebirge Hengduan Shan ins Yunnan-Guizhou-Plateau übergeht. Der Bezirk hat ein südliches Hochebenen-Klima mit einer Jahresdurchschnittstemperatur von 12,6 °C und einem jährlichen Niederschlag von 938,5 mm.
Der Stadtbezirk Gucheng ist mit Gebäuden aus der Tang-, Song-, Yuan-, Ming- und Qing-Dynastie, dem Bergmassiv Yulong Xueshan, der Tigersprung-Schlucht, der ersten Biegung des Jangtsekiangs, dem Yufeng-Tempel, dem Puji-Tempel und der Kultur der Naxi-Minderheit ein Magnet für Touristen aus dem In- und Ausland.

## Administrative Gliederung
Auf Gemeindeebene setzt sich der Stadtbezirk aus sieben Straßenvierteln, zwei Großgemeinden und zwei Gemeinden (davon eine Nationalitätengemeinde) zusammen. Diese sind:
- Straßenviertel Dayan (大研街道);
- Straßenviertel Xi’an (西安街道);
- Straßenviertel Shuhe (束河街道);
- Straßenviertel Xianghe (祥和街道);
- Straßenviertel Jinshan (金山街道);
- Straßenviertel Kainan (开南街道);
- Straßenviertel Wenhua (文化街道);
- Großgemeinde Jin’an (金安镇);
- Großgemeinde Qihe (七河镇);
- Gemeinde Dadong (大东乡);
- Gemeinde Jinjiang der Bai (金江白族乡).

Der Regierungssitz des Stadtbezirkes befindet sich im Straßenviertel Xi’an.